# プラネータ賞
プラネータ賞（Premio Planeta）は、スペイン語の文学賞。バルセロナのプラネータ社が主宰。1952年にホセ・マヌエル・ララにより創設。

## 受賞者および受賞作
- 1952年 - フアン・ホセ・ミラ（スペイン）　En la noche no hay caminos
- 1953年 - サンティアーゴ・ロレン（スペイン）　Una casa con goteras'
- 1954年 - アナ・マリーア・マトゥテ（スペイン）　'Pequeño teatro
- 1955年 - アントニオ・プリエト（チリ）　Tres pisadas de hombre
- 1956年 - カルメン・クルツ（スペイン）　El desconocido
- 1957年 - エミリオ・ロメロ・ゴメス（スペイン）　La paz empieza nunca
- 1958年 - フェルナンド・ベルムデス・デ・カストロ　Pasos sin huellas
- 1959年 - アンドレス・ボシュ（スペイン）　La noche
- 1960年 - トマス・サルバドール（スペイン）　El atentado
- 1961年 - トルクアート・ルカ・デ・テナ（スペイン）　La mujer de otro
- 1962年 - アンヘル・バスケス（スペイン）　Se enciende y se apaga una luz
- 1963年 - ルイス・ロメーロ（スペイン）　El cacique
- 1964年 - コンチャ・アロス（スペイン）　Las hogueras
- 1965年 - ロドリーゴ・ルビオ（スペイン）　Equipaje de amor para la tierra
- 1966年 - マルタ・ポルタル（スペイン）　A tientas y a ciegas
- 1967年 - アンヘル・マリーア・デ・レラ（スペイン）　Las últimas banderas
- 1968年 - マヌエル・フェラン（スペイン）　Con la noche a cuestas
- 1969年 - ラモン・センデール（スペイン）　En la vida de Ignacio Morel
- 1970年 - マルコス・アギニス（アルゼンチン）　La cruz invertida（『逆さの十字架』八重樫克彦, 八重樫由貴子訳, 作品社, 2011）
- 1971年 - ホセ・マリーア・ヒロネラ（スペイン）　Condenados a vivir
- 1972年 - ヘスス・サラテ（コロンビア）　La cárcel
- 1973年 - カルロス・ロハス（スペイン）　Azaña
- 1974年 - シャビエル・ベンゲレル（スペイン）　Icaria, Icaria...
- 1975年 - メルセデス・サリサシュ（スペイン）　La gangrena
- 1976年 - ヘスス・トルバード（スペイン）　En el día de hoy
- 1977年 - ホルヘ・センプルン（スペイン）　Autobiografía de Federico Sánchez（『フェデリーコ・サンチェス回想録 ― スペイン共産党私史』緑川かおる訳, 柘植書房新社, 1979）
- 1978年 - フアン・マルセー（スペイン）　La muchacha de las bragas de oro
- 1979年 - マヌエル・バスケス・モンタルバン（スペイン）　Los mares del Sur（『楽園を求めた男』 田部武光訳, 創元推理文庫, 1985）※フランス語訳版からの翻訳
- 1980年 - アントーニオ・ラレータ（ウルグアイ）　Volavérunt
- 1981年 - クリストーバル・サラゴサ（スペイン）　Y Dios en la última playa
- 1982年 - ヘスス・フェルナンデス・サントス（スペイン）　Jaque a la Dama
- 1983年 - ホセ・ルイス・オライソラ（スペイン）　La guerra del general Escobar
- 1984年 - フランシスコ・ゴンサレス・レデスマ（スペイン）　Crónica sentimental en rojo
- 1985年 - フアン・アントーニオ・バジェホ＝ナヘラ（スペイン）　Yo, el rey
- 1986年 - テレンシ・モイクス（スペイン）　No digas que fue un sueño
- 1987年 - フアン・エスラーバ・ガラン（スペイン）　En busca del Unicornio
- 1988年 - ゴンサーロ・トレンテ・バジェステール（スペイン）　Filomeno, a mi pesar
- 1989年 - ソレダ・プエルトラス（スペイン）　Queda la noche
- 1990年 - アントニオ・ガラ（スペイン）　El manuscrito carmesí（『さらば、アルハンブラ ― 深紅の手稿』 日比野和幸, 野々山真輝帆, 田中志保子訳, 彩流社, 2007）
- 1991年 - アントーニオ・ムーニョス・モリーナ（スペイン）　El jinete polaco
- 1992年 - フェルナンド・サンチェス・ドラゴー（スペイン）　La prueba del laberinto
- 1993年 - マリオ・バルガス・リョサ（ペルー）　Lituma en los Andes（『アンデスのリトゥーマ』木村榮一訳, 岩波書店, 2012）
- 1994年 - カミーロ・ホセ・セラ（スペイン）　La cruz de San Andrés
- 1995年 - フェルナンド・ゴンサーレス・デルガード（スペイン）　La mitad del otro
- 1996年 - フェルナンド・シュバルツ（スペイン）　El desencuentro
- 1997年 - フアン・マヌエル・デ・プラーダ（スペイン）　La tempestad
- 1998年 - カルメン・ポサーダス（ウルグアイ）　Pequeñas infamias
- 1999年 - エスピード・フレイレ（スペイン）　Melocotones helados
- 2000年 - マルーハ・トーレス（スペイン）　Mientras vivimos
- 2001年 - ロサ・レガス（スペイン）　La canción de Dorotea
- 2002年 - アルフレード・ブリセ・エチェニケ（ペルー）　El huerto de mi amada
- 2003年 - アントニオ・スカルメタ（チリ）　El baile de la victoria
- 2004年 - ルシア・エチェバリア（スペイン）　Un milagro en equilibrio
- 2005年 - マリア・ダ・ラ・パウ・ジャネル（スペイン）　Pasiones romanas
- 2006年 - アルバロ・ポンボ（スペイン）　La fortuna de Matilda Turpin
- 2007年 - フアン・ホセ・ミリャス（スペイン）　El mundo
- 2008年 - フェルナンド・サバテール（スペイン）　La hermandad de la buena suerte
- 2009年 - アンヘレス・カソ（スペイン）　Contra el viento
- 2010年 - エドゥアルド・メンドサ（スペイン）　Riña de gatos. Madrid, 1936
- 2011年 - ハビエル・モロ（スペイン）　El imperio eres tú
- 2012年 - ロレンソ・シルバ（スペイン語版）（スペイン）　La marca del meridiano
- 2013年 - クララ・サンチェス（スペイン語版）（スペイン）　El cielo ha vuelto
- 2014年 - ホルヘ・セペダ・パテルソン（スペイン語版）（メキシコ）　Milena o el fémur más bello del mundo
- 2015年 - アリシア・ヒメーネス・バルトレット（スペイン語版）（スペイン）　Hombres desnudos
- 2016年 - ドロレス・レドンド（スペイン）　Todo esto te daré
- 2017年 - ハビエル・シエラ（スペイン語版）（スペイン）　El fuego invisible
- 2018年 - サンティアゴ・ポステギーリョ（スペイン語版）（スペイン）　Yo, Julia
- 2019年 - ハビエル・セルカス（スペイン）　Terra Alta
- 2020年 - エヴァ・ガルシア・サエンス（スペイン語版）（スペイン）　Aquitania
- 2021年 - カルメン・モラ（スペイン語版）（スペイン）　La Bestia
- 2022年 - ルス・ガバス（スペイン語版）（スペイン）　Lejos de Luisiana
- 2023年 - ソンソレス・オネガ（スペイン語版）（スペイン）　Las hijas de la criada
- 2024年 - パロマ・サンチェス＝ガルニア（スペイン語版）（スペイン）　Victoria